# Kata Dalström

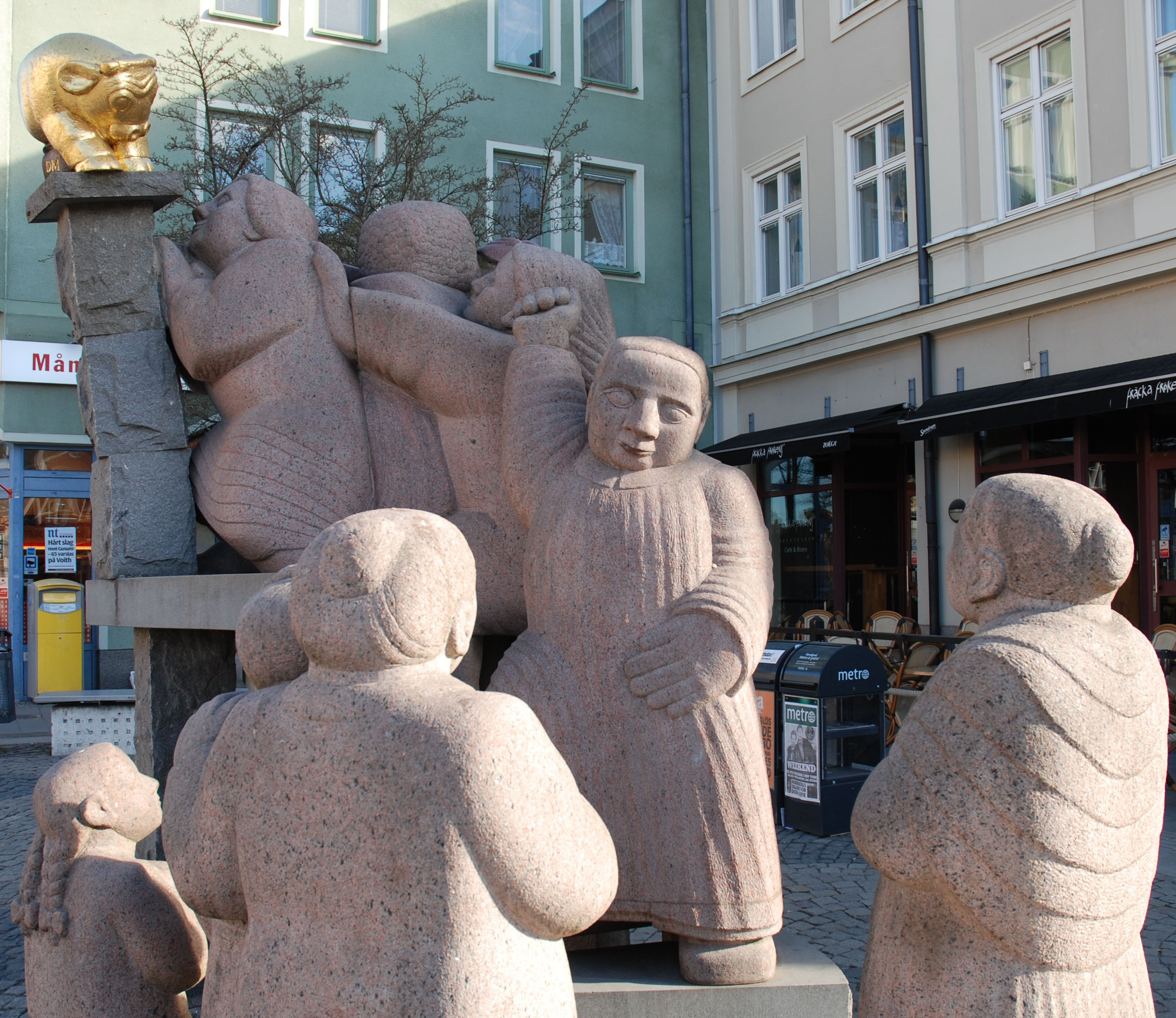
Kata Dalström porträtterad av Pye Engström i skulpturen Vår enighets fana på Skvallertorget i Norrköping.

Anna Maria Catharina "Kata" Dalström, tidigare Carlberg, född 18 december 1858 på Emtöholm, Dalhems församling, Kalmar län, död 11 december 1923 i Sankt Matteus församling, Stockholm, var en av den svenska arbetarrörelsens mest kända agitatorer.

## Biografi

### Barndom och familj
Kata Dalström föddes (som Maria) 1858 som äldsta barn till Johan Oscar Carlberg och Maria Augusta Carlswärd. Fadern var en framstående metallurg. Modern var sjuklig och periodvis deprimerad. Själv var hon ofta upprorisk och fick många gånger husarrest på grund av sitt uppträdande. På så vis fick hon det öknamn som blev hennes tilltalsnamn: "kata" betydde "uppkäftig/upprorisk". Vid fyra års ålder flyttade familjen till Nya Kopparberget, där hon bodde vid Kaveltorp, för att 1868 flytta till Bångbro, en by tre kilometer bort, där hon undervisades av guvernanter i hemmet.  Samma år blev hon elev i Emilie Risbergs skola för flickor i Örebro men relegerades därifrån 1872.
Den 10 oktober 1878 ingick Maria Carlberg äktenskap med järnvägsingenjören Gustaf Mauritz Dalström, född i Vaxholm 1837, död 1906. Paret fick sju barn. Familjen flyttade runt i landet beroende på var Gustaf Dalström fick arbete – Hultsfred, Stockholm, Visby, gården Näsbyholm ett par mil utanför Värnamo, Högserum utanför Fliseryd – för att år 1894 bosätta sig för gott i Stockholm.
Ruth Stjernstedt var äldsta dottern, gift med advokaten Georg Stjernstedt. Bengt Dalström var sonson till Kata Dalström.
Sonen Björn Dalström kom under en period på 1930-talet att arbeta mycket nära Sven Olof Lindholm som propagandachef för NSAP/SSS.

### Politik och agitator
Kata Dalström var hela sitt vuxna liv en hängiven folkbildare, skrev artiklar och ungdomsböcker, bland annat om nordisk och grekisk mytologi. Hon engagerade sig i Föreningen för gift kvinnas äganderätt och i filantropiskt arbete. Men hennes och familjens liv förändrades radikalt när hon i december 1894 anslöt sig till Stockholms allmänna kvinnoklubb och till  Sveriges socialdemokratiska arbetareparti. Under åren 1900 till 1905 satt hon i partiets verkställande utskott, det vill säga i partiledningen. 
Från sekelskiftet 1900 fram till sin död 1923 var Kata Dalström en av den svenska arbetarrörelsens mest kända och efterfrågade agitatorer, det vill säga resetalare. På uppdrag av SAP, den socialdemokratiska kvinnorörelsen, ungdomsrörelsen eller något fackförbund reste hon land och rike runt för att övertyga människor om vikten av allmän och lika rösträtt och vikten av facklig och politisk organisering. Hon var en frekvent talare och bland de mest berömda finns Kata Dalströms 1 maj-tal 1895. Berättelserna om hennes öden och äventyr spreds vida omkring och lever på sina håll kvar än idag.
Vid partisplittringen 1917 hörde Kata Dalström till den knappa fjärdedel som lämnade SAP för att bilda Sveriges socialdemokratiska vänsterparti lett av Zeth Höglund. Efter den ryska oktoberrevolutionen 1917 stödde hon i likhet med partikamraterna Zeth Höglund och Fredrik Ström bolsjevikerna och var år 1920 delegat vid Tredje internationalens (Komintern) andra kongress i Moskva. Hon inbjöds också av de ryska revolutionära kvinnorna där hon tillsammans med Balabanova hyllades som en av den internationella rörelsens veteraner. Hon hälsades i Moskva av Röda armén och fick utmärkelsetecken. Hennes tal tolkades av Kollontaj och Balabanova som båda kunde svenska. Dalström förhöll sig kritisk till bolsjevikerna; hon ville behålla Zimmerwald-rörelsen bredvid Komintern och böjde sig motvilligt till dess anslutningskrav uttryckta i de 21 teserna, varför hon röstade emot dessa. Man skulle stötta den ryska revolutionen men inte bli vasall under Moskva. Den röda terrorns bibehållande efter inbördeskrigets slut stötte henne. 
År 1921 bildades Sveriges kommunistiska parti och för tredje gången blev Kata Dalström invald i ledningen för ett politiskt parti.
I svenska kommunistiska kretsar var Kata Dalström kontroversiell då hon inte var ateist. Hon deklarerade redan på 1890-talet sig som "en religiös människa", studerade österländska religioner och teosofi och landade så småningom i buddhismen. Detta kritiserades särskilt av Ture Nerman, som hade stöd från internationellt håll; Kominterns ledare Grigorij Zinovjev hade uttalat att en kommunist måste vara ateist för att helt kunna förstå marxismen. 
I likhet med sina vänner och partikamrater Zeth Höglund och Fredrik Ström blev Kata Dalström snart djupt kritisk mot det ryska kommunistpartiets krav på att alla kommunistiska partier skulle vara "sektioner" och följa samma linjer ("de tjugoen teserna"). Det är sannolikt att hon, i likhet med Höglund och Ström, skulle ha uteslutits ur den kommunistiska rörelsen under 1924 – om inte döden kommit emellan. Den 11 december 1923 avled Kata Dalström på Åsö sjukhus på Södermalm i Stockholm.

## Eftermäle och i kulturen

### Gator och konstverk
I Fruängen (Stockholm) och i Bångbro utanför Kopparberg finns gator uppkallade efter henne. Kata Dalström är begravd på Norra begravningsplatsen. Det finns också en skulptur i på Skvallertorget i Norrköping som porträtterar Kata Dalström. Framför hennes hus i Bångbro finns en konstnärlig skylt i stil "filete porteño" med hennes namn och ett porträtt av henne.

### Biografier
Vännen och partikamraten Fredrik Ström skrev 1930 en omfattande biografi över henne. Därefter har det publicerats flera mer eller mindre omfattade levnadsbeskrivningar, den senaste 2017: Gunnela Björk, Kata Dalström. Agitatorn som gick sin egen väg (Historiska Media). Hon har också fått ett eget avsnitt i radio-programmet P3 Historia.

### Skönlitteratur
- Nordiska gudasagor berättade för barn och ungdom. Stockholm: Z. Haeggström. 1887. Libris 1441788. https://litteraturbanken.se/f%C3%B6rfattare/Dalstr%C3%B6mK/titlar/NordiskaGudasagor/sida/I/faksimil - Med originalteckningar af Victor Andrén. - Faksimilutgåva 1985.
- Nordiska hjältesagor för ungdom. Stockholm: F. & G. Beijers Bokförlags-aktiebolag. 1889. Libris 1622029. https://litteraturbanken.se/f%C3%B6rfattare/Dalstr%C3%B6mK/titlar/NordiskaHjeltesagor/sida/I/faksimil - Faksimilutgåva 1986.
- Grekiska guda- och hjältesagor, berättade för ungdomen : med 52 illustrationer. Stockholm: Bonnier. 1893. Libris 8222470. https://litteraturbanken.se/f%C3%B6rfattare/Dalstr%C3%B6mK/titlar/GrekiskaGudaHj%C3%A4ltesagor/sida/I/faksimil
- Vår fornnordiska gudasaga. Wilhelm Billes ungdomsbibliotek , 99-3297522-2 ; 5. Stockholm: Bille. 1894. Libris 1441359 - Med illustrationer af Victor Andrén. - Ny utgåva 2006.
- Nordiska hjältesagor berättade för barn och ungdom. 1-2. Stockholm: Beijer. 1905-1906. Libris 1961251. https://runeberg.org/norhja/

### Varia
- Illustrerad naturhistorisk läsebok för skolor och själfstudium. 1, Däggdjur. Stockholm: Skoglund (distr.). 1890. Libris 1622027
- Luther och de lifegne. Svenska folkets öreskrifter, 99-1606990-5 ; 32. Stockholm: Folkupplysningsföretagets förl. 1898. Libris 1645933. https://runeberg.org/lutlifegne/
- Till arbetareklassens kvinnor!. [Malmö?]: Socialdemokratiska arbetarepartiet. 1899. Libris 1787703 - Ny upplaga 1982.
- Ferdinand Lassalle. Silhuetter ur arbetarrörelsens historia ; 1. Stockholm: Arbetarnes tryckeri. 1905. Libris 1925850. https://runeberg.org/dksilhu/
- Socialdemokrati och anarkism. [Frams broschyr]. Omslag: Socialdemokratiska ungdomsförbundets agitationsskrift. N:o 5. 1905. Malmö. 1905. Libris 2609184. https://runeberg.org/dksoa/
- Kan en kristen vara socialdemokrat? : disputation hållen den 9 april 1907 i Vansäter mellan Kata Dalström och D. Grankvist. Gefle. 1907. Libris 1614706
- Kan en kristen vara socialdemokrat? : offentligt samtal i Vansäter, Söderala den 9 april 1907 mellan Kata Dalström och David Granqvist enligt stenografiskt referat... Uppsala. 1907. Libris 1157996
- Skolan och prästväldet : föredrag. Karlstad: Värmlands Dagblads. 1907. Libris 1612695
- Föredrag öfver partiprogrammet. Stockholm. 1908. Libris 1812166
- Leo Tolstoy som kristen samhällsreformator. Silhuetter av mänsklighetens stormän ; 1. Karlstad: Värml. Dagbl. 1908. Libris 1612694
- Tvänne krigsförklaringar : Kata Dalström mot Tryggve Hermelin. Karlstad. 1908. Libris 2609186
- Bildning och klasskamp. Lysekil. 1909. Libris 2128687 - Sammantryckt med Vid kunskapens träd av Fabian Månsson.
- Vargaflockens moral : ett minne från storstrejken. Frams broschyr ; 37. Malmö: Framtiden. 1910. Libris 1612697
- Socialistiska framtidskonturer. Stockholm: Fram. 1912. Libris 1260332
- Blad ur de lagliga stöldernas historia : (avvittringarna, stockfångstprivilegierna, rekognitionsskogarna m.m.). Lysekil: Lysekilskuriren. 1914. Libris 1632455
- Härjartåg kors och tvärs genom Sverige. Stockholm: Fram. 1914. Libris 2006629
- Det kristna dogmsystemet och vår tid. Stockholm. 1914. Libris 1266389
- Arbetarklassens Ryssland : något om de sociala och kulturella reformerna i sovjetrepubliken : en sammanfattning. Stockholm: Fram. 1918. Libris 1650868
- De ryska bolsjevikerna och den sociala revolutionen. Oskarshamn: Oskarshamnsbladet. 1918. Libris 1650869
- Robert Owen, utopisten och reformatorn. Historiskt bildergalleri : fredens och frihetens stormän, 99-1823280-3 ; 2. Stockholm: Fram. 1917. Libris 1649805
- Den röda ungdomens kulturkamp. Stockholm: Fram. 1921. Libris 1471504
- Vad vill kommunismen? : ett ord till kvinnorna. Stockholm: Fram. 1919. Libris 1650871
- Brahmaismen, buddhismen och teosofin : tre föreläsningar vintern 1922. Stockholm: Tiden (distr.). 1923. Libris 1471503

### Samlingar och urval
- Minnesskrift över Kata Dalström. Stockholm: Stockholms fackliga kvinnliga samorganisation. 1929. Libris 1328696 - Redaktör: Maja Björkman-Broberg.
- Kata Dalström i agitationen : 1894-1923. Stockholm: Arbetarkultur. 1973. Libris 7590005. ISBN 91-7014-032-4 - Redaktör: Harriet Clayhills.
- Brev till Hjalmar Branting och Fredrik Ström. Lund: Arkiv. 1987. Libris 7674838. ISBN 91-7924-022-4